# 千苅水源池

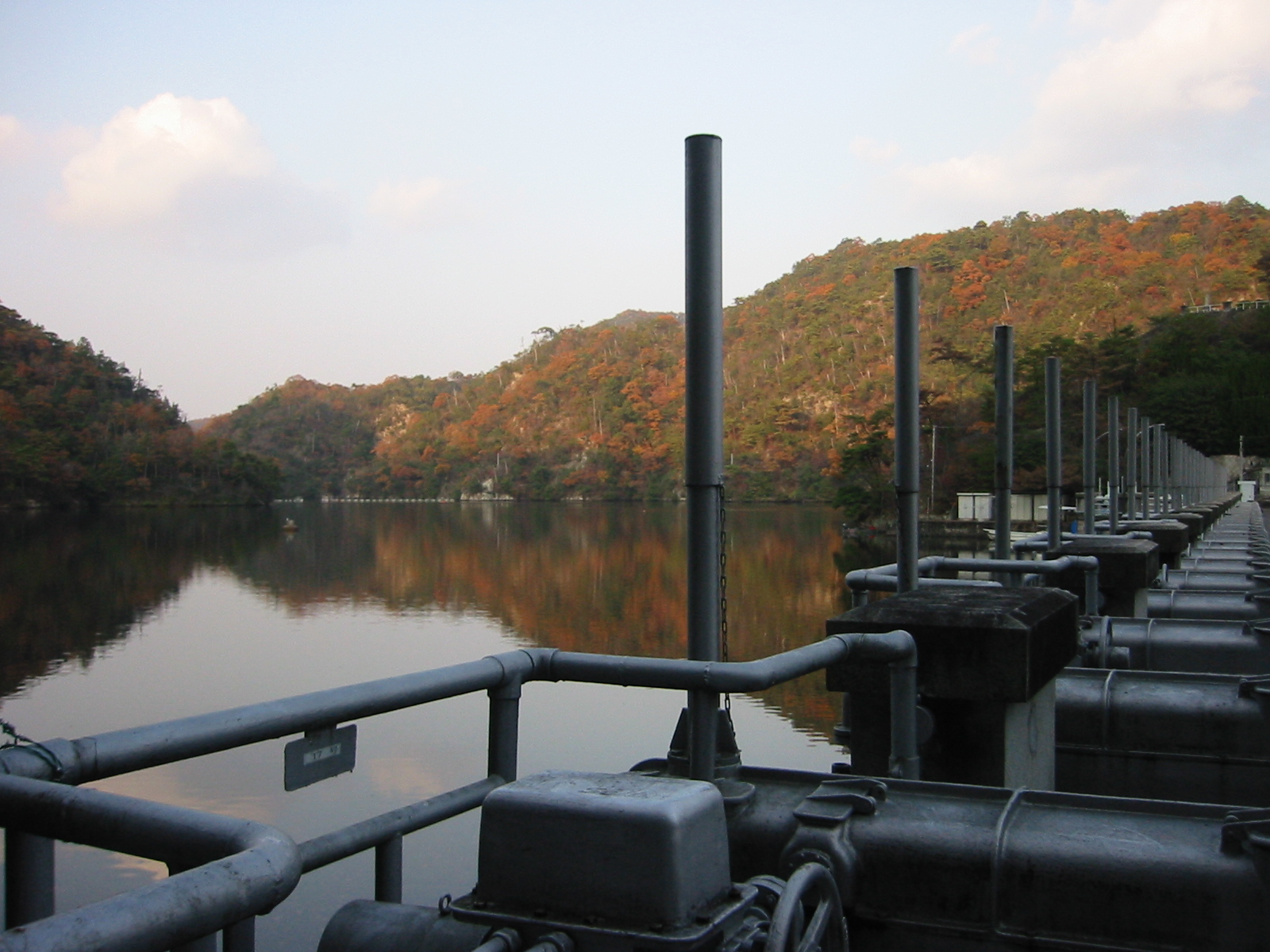
千苅水源池

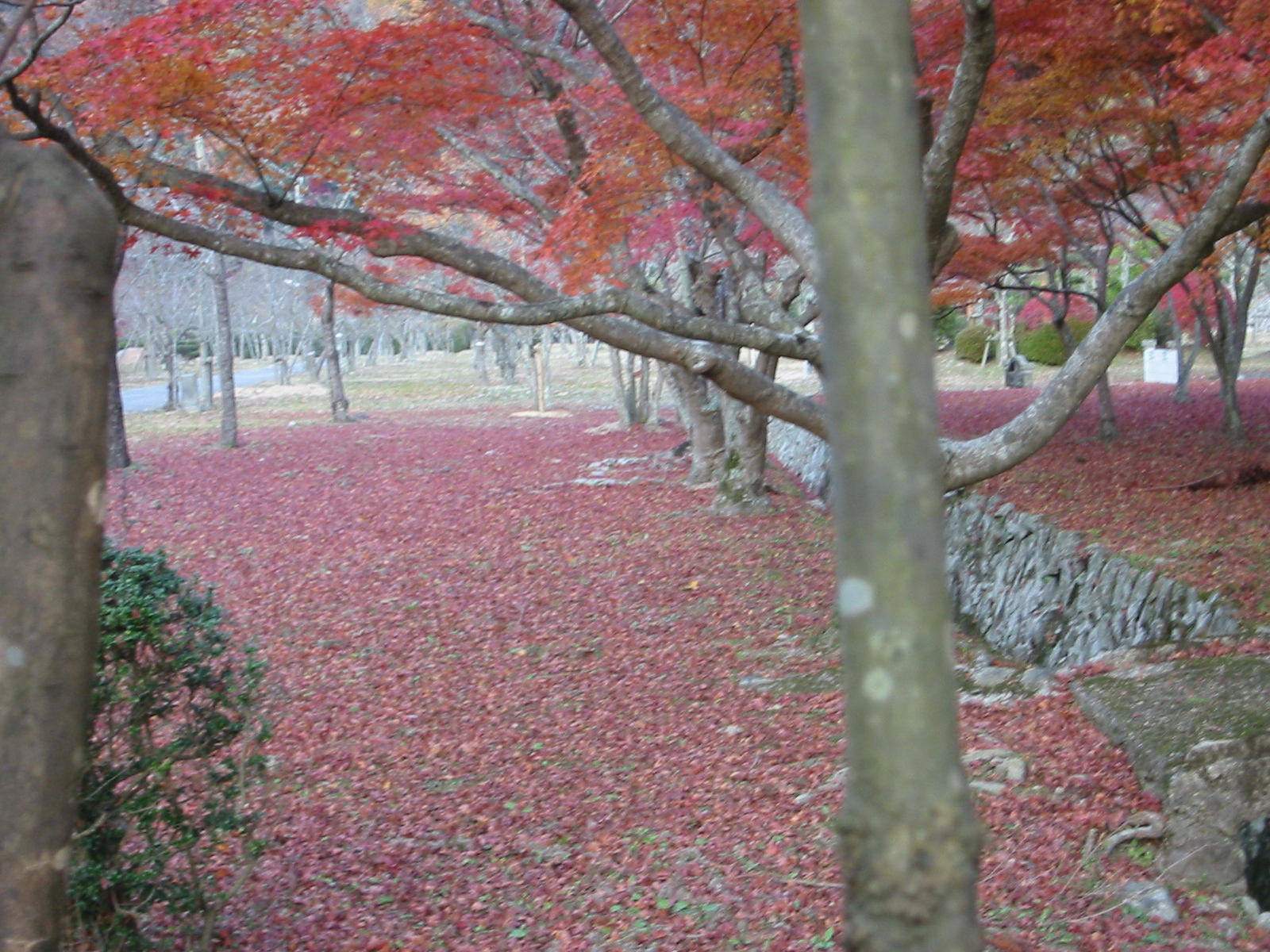
千苅貯水場

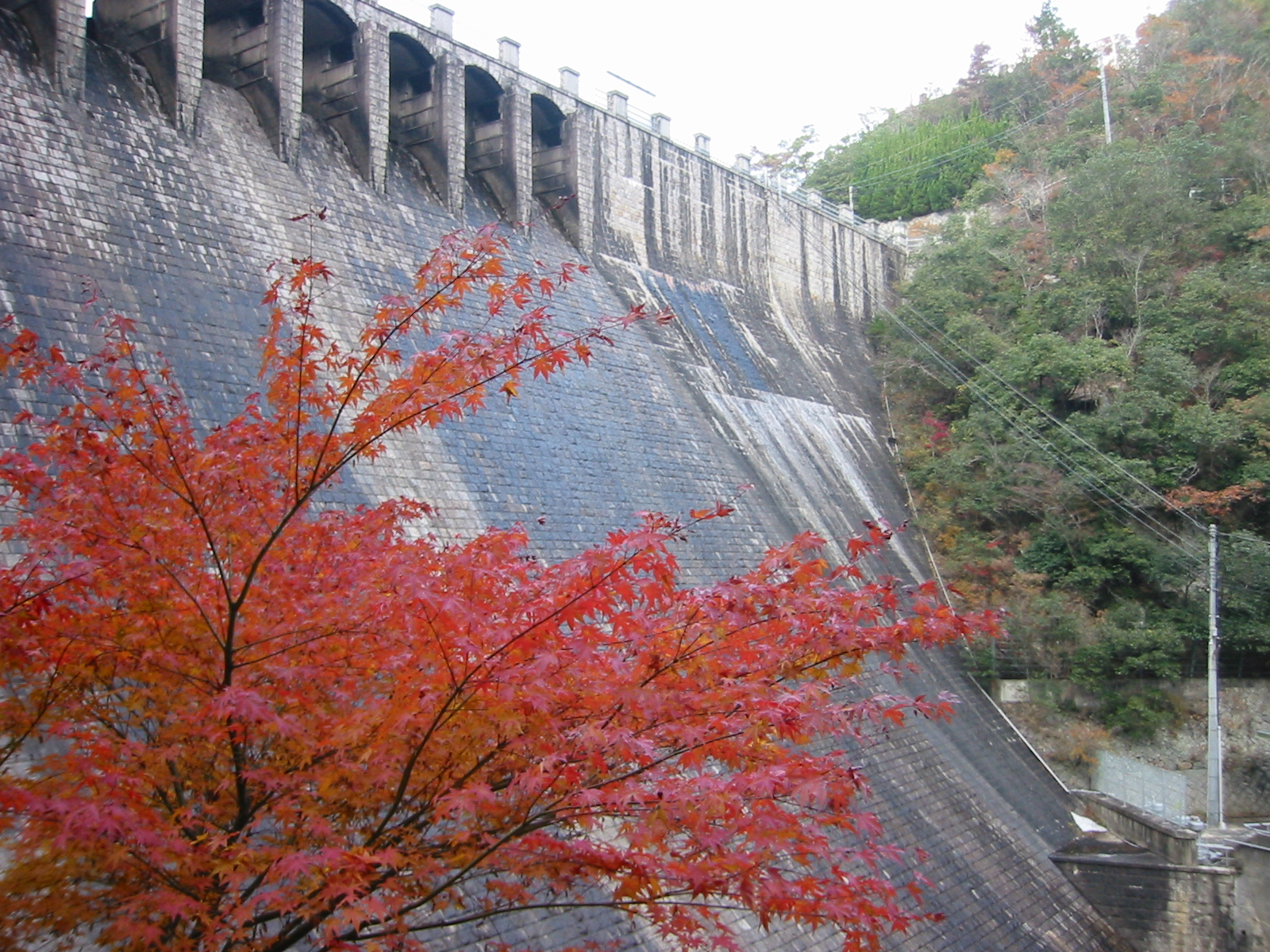
千苅ダム

千苅水源池（せんがりすいげんち）は、千苅ダムのダム湖であり、千刈貯水場などを有する兵庫県神戸市の貯水池。
湛水面積（満水位の面積）1.12km2で、宝塚市、神戸市北区、三田市の3市にまたがる。
春には桜の花見として貯水場が開かれ、秋には紅葉の景勝地として1997年（平成9年）には新・こうべ花の名所50選のうちの一つとして観光地・ハイキングコースなどとして親しまれている。

## アクセス
- JR道場駅下車 徒歩20分
- 阪急バス「波豆」下車

## 周辺情報
- 普明寺
- 波豆八幡神社
- 光明寺
- 鏑射寺
- 鎌倉峡